# Madeiranzonia
Madeiranzonia is een geslacht van weekdieren uit de klasse van de Gastropoda (slakken).

## Soort
- Madeiranzonia gibbera (Watson, 1873)